# Championnat d'Italie féminin de rugby à XV 2019-2020
Ne doit pas être confondu avec Championnat d'Italie de rugby à XV 2019-2020.
Navigation
2018-2019 2021-2022
Le championnat de Serie A 2019-2020 oppose les 28 meilleures équipes de rugby à XV du pays. Le championnat est programmé du 17 octobre au 24 mai, mais il est suspendu le 27 mars à cause de la crise sanitaire provoquée par la pandémie de Covid-19.
La Fédération italienne de rugby décide de ne pas attribuer le titre et de geler les promotions et les relégations.

## Format
La saison 2019-2020 devait marquer le passage de 2 à 4 poules. La poule 1 est une « poule de mérite » qui regroupe les meilleurs clubs du pays. Les poules 2, 3 et 4 sont des poules régionales censées être de niveau équivalent. Les équipes de chaque poule s'affrontent en matchs aller-retour puis disputent une phase finale.
Les clubs de Bologne et Stanghella ont déclaré forfait.

## Liste des équipes en compétition
| Poule 1     | Poule 2       | Poule 3    | Poule 4         |
| ----------- | ------------- | ---------- | --------------- |
| Benetton    | Biella        | All Bluff  | Amatori Torre   |
| Colorno     | CUS Genova    | Calvisano  | Belve Neroverdi |
| CUS Ferrara | CUS Milano    | Romagna    | CUS Pisa        |
| CUS Torino  | CUS Pavia     | Stanghella | Donne Etrusche  |
| Valsugana   | Lions Tortona | Riviera    | Frascati        |
| Villorba    | Monza         | Verona     | Monte Virginio  |
| Capitolina  | Parabiago     | Bologna    | Puma Bisenzio   |

## Résultats et classement

### Poule 1
| Rang | Club             | J  | V | N | D | Bo | Bd | Pm  | Pe  | Diff | Pts |
| ---- | ---------------- | -- | - | - | - | -- | -- | --- | --- | ---- | --- |
| 1    | Valsugana Padoue | 9  | 9 | 0 | 0 | 9  | 0  | 645 | 17  | +628 | 45  |
| 2    | Villorba (T)     | 10 | 9 | 0 | 1 | 8  | 1  | 451 | 83  | +368 | 45  |
| 3    | Colorno          | 10 | 6 | 0 | 4 | 5  | 2  | 297 | 169 | +128 | 31  |
| 4    | Capitolina       | 9  | 4 | 0 | 5 | 1  | 1  | 156 | 217 | -61  | 18  |
| 5    | CUS Torino       | 9  | 3 | 0 | 6 | 0  | 1  | 59  | 245 | -186 | 13  |
| 6    | Benetton         | 10 | 2 | 0 | 8 | 1  | 2  | 79  | 460 | -381 | 11  |
| 7    | CUS Ferrara      | 9  | 0 | 0 | 9 | 0  | 1  | 39  | 535 | -496 | 1   |

### Poule 2
| Rang | Club          | J  | V | N | D | Bo | Bd | Pm  | Pe  | Diff | Pts |
| ---- | ------------- | -- | - | - | - | -- | -- | --- | --- | ---- | --- |
| 1    | Monza         | 9  | 9 | 0 | 0 | 5  | 0  | 454 | 26  | +428 | 41  |
| 2    | CUS Pavia     | 10 | 7 | 0 | 3 | 6  | 1  | 385 | 75  | +310 | 35  |
| 3    | CUS Milano    | 10 | 7 | 0 | 3 | 2  | 0  | 472 | 75  | +397 | 26  |
| 4    | Parabiago     | 9  | 4 | 0 | 5 | 2  | 2  | 255 | 163 | +92  | 20  |
| 5    | CUS Genova    | 9  | 3 | 0 | 6 | 1  | 2  | 90  | 388 | -298 | 15  |
| 6    | Lions Tortona | 10 | 3 | 0 | 7 | 0  | 1  | 62  | 478 | -416 | 13  |
| 7    | Biella        | 9  | 0 | 0 | 9 | 0  | 1  | 37  | 550 | -513 | 1   |

### Poule 3
| Rang | Club      | J | V | N | D | Bo | Bd | Pm  | Pe  | Diff | Pts |
| ---- | --------- | - | - | - | - | -- | -- | --- | --- | ---- | --- |
| 1    | Riviera   | 6 | 6 | 0 | 0 | 0  | 0  | 331 | 39  | +292 | 20  |
| 2    | Verona    | 6 | 5 | 0 | 1 | 1  | 0  | 241 | 33  | +208 | 17  |
| 3    | Calvisano | 7 | 3 | 0 | 4 | 1  | 2  | 132 | 93  | +39  | 15  |
| 4    | Romagna   | 7 | 1 | 1 | 5 | 0  | 1  | 50  | 261 | -211 | 7   |
| 5    | All Bluff | 6 | 0 | 1 | 5 | 0  | 0  | 22  | 350 | -328 | -10 |

### Poule 4
| Rang | Club            | J  | V  | N | D | Bo | Bd | Pm  | Pe  | Diff | Pts |
| ---- | --------------- | -- | -- | - | - | -- | -- | --- | --- | ---- | --- |
| 1    | Belve Neroverdi | 10 | 9  | 0 | 1 | 8  | 1  | 618 | 157 | +461 | 45  |
| 2    | Donne Etrusche  | 10 | 10 | 0 | 0 | 5  | 0  | 345 | 27  | +318 | 41  |
| 3    | Montevirginio   | 9  | 5  | 0 | 4 | 1  | 1  | 138 | 174 | -36  | 18  |
| 4    | Puma Bisenzio   | 9  | 4  | 0 | 5 | 2  | 2  | 124 | 144 | -20  | 16  |
| 5    | Torre del Greco | 9  | 3  | 0 | 6 | 1  | 2  | 110 | 219 | -109 | 15  |
| 6    | Frascati        | 9  | 1  | 0 | 8 | 0  | 1  | 39  | 447 | -408 | 5   |
| 7    | CUS Pisa        | 10 | 1  | 0 | 9 | 0  | 2  | 78  | 384 | -306 | 2   |